# Arakawa Minoru
Arakawa Minoru  (荒川 實 Arakawa Minoru, sinh ngày 3 tháng 9 năm 1946) là một doanh nhân Nhật Bản được biết đến nhiều nhất với tư cách là người sáng lập và cựu chủ tịch của Nintendo of America, đồng thời là người đồng sáng lập Tetris Online, Inc.

## Tiểu sử
Arakawa Minoru sinh ngày 3 tháng 9 năm 1946 tại Kyoto, Nhật Bản, là con trai thứ hai của Arakawa Waichiro và Ishihara Michi.   Waichiro là giám đốc của Arakawa Textiles, và quan tâm đến việc duy trì mối quan hệ tích cực với các nhà cung cấp và khách hàng hơn là phát triển công ty. Michi là một họa sĩ, đã dành những buổi chiều trong khu vườn của gia đình hoặc xưởng vẽ của mình; những bức tranh của cô được treo khắp nhà. Gia đình Arakawa rất giàu có; Tổng số bất động sản của gia đình Arakawa cộng lại vào khoảng 1/5 khu trung tâm thành phố ở Kyoto.
Arakawa bắt đầu theo học tại Đại học Kyoto vào năm 1964, theo học các lớp đại cương trong hai năm đầu trước khi tập trung vào kỹ sư dân dụng. Ông tốt nghiệp thạc sĩ năm 1969,  trước khi chuyển đến Boston vào năm 1971 để tiếp tục theo học kỹ sư dân dụng tại Viện Công nghệ Massachusetts. Ông đã chứng kiến một số cuộc biểu tình phản đối Chính phủ Hoa Kỳ can dự vào Chiến tranh Việt Nam, nhưng không tham gia.
Năm 1972, Arakawa tốt nghiệp bằng thạc sĩ thứ hai tại MIT. Sau cuộc trò chuyện trong khuôn viên trường với một nhóm doanh nhân trẻ Nhật Bản, ông quyết định tìm việc làm tại một công ty thương mại. Khi trở về Nhật Bản, ông được một công ty phát triển khách sạn và cao ốc văn phòng ở Tokyo là Marubeni tuyển dụng. Tại một bữa tiệc Giáng sinh ở Kyoto, Arakawa gặp Yamauchi Yoko, con gái của chủ tịch Nintendo, Yamauchi Hiroshi. Họ kết hôn vào tháng 11 năm 1973. Arakawa, cùng với vợ và con gái ba tuổi Maki, chuyển đến Vancouver, Canada vào năm 1977 để làm việc.  Con gái thứ hai, Masayo sinh năm 1978.
Hiroshi Yamauchi đề nghị Arakawa thành lập Nintendo of America; Trong khi Yoko phản đối chuyện này, vì nhận thấy tác động của công ty đối với cuộc sống của cha cô, Arakawa đã chấp nhận lời đề nghị.
Năm 1980 Arakawa và vợ thành lập văn phòng tại Manhattan, và Arakawa trở thành chủ tịch đầu tiên của công ty. Sau một trải nghiệm thảm hại với trò chơi arcade Radar Scope, Arakawa phụ trách nhập khẩu sang Mỹ, ông đã phục hồi bằng cách chuyển đổi Radar Scope thành Donkey Kong thành công rực rỡ, có thêm nhiều phần tiếp theo. Vì đây là trò chơi đầu tiên có Mario, Arakawa được ghi nhận là người đặt tên cho nhân vật, một cái tên bắt nguồn từ tên của người chủ kho hàng người Ý lúc bấy giờ là Mario Segale.
Bắt đầu từ năm 1985, ông và Howard Lincoln đã có công trong việc xây dựng lại ngành công nghiệp trò chơi điện tử Bắc Mỹ (sau sự sụp đổ năm 1983) với Nintendo Entertainment System. Arakawa cũng đã thuê Howard Phillips, người có công sáng tạo ra tạp chí Nintendo Power.
Tháng 1 năm 2002, Arakawa từ chức chủ tịch NOA và được kế nhiệm bởi Kimishima Tatsumi, cựu giám đốc tài chính của công ty con Pokémon của Nintendo.
Tháng 2 năm 2007 Arakawa đã giành được giải thưởng thành tựu trọn đời tại Giải thưởng Thành tựu Tương tác.
Tháng 1 năm 2006, Arakawa đồng sáng lập Tetris Online, Inc. với Henk Rogers và Alexey Pajitnov, người sáng tạo ra Tetris, đã phát triển nhiều trò chơi khác nhau cho Nintendo DS, Wii, iOS và Facebook. Arakawa từng là chủ tịch của Tetris Online, Inc. cho đến tháng 3 năm 2013. Ông cũng là cố vấn cho Avatar Reality.

## Chỉ mục
- Beuscher, Dave. "Minoru Arakawa Biography". Allgame. Bản gốc lưu trữ ngày 14 tháng 11 năm 2014. Truy cập ngày 13 tháng 7 năm 2013.
- Sheff, David (1993). "Coming to America". Game Over (ấn bản thứ 1999). New York: Random House. tr. 80–106. ISBN 0-966 9617-0-6.
- Taiyoung, Ryu (2012). "Minoru Arakawa (1946–)". Trong Wolf, Mark (biên tập). Encyclopedia of Video Games, The Culture, Technology, and Art of Gaming. Santa Barbara: ABC-CLIO. tr. 26–28. ISBN 978-0-3133-7936-9.